# Eucopia grimaldii
Eucopia grimaldii är en kräftdjursart som beskrevs av Nouvel 1942. Eucopia grimaldii ingår i släktet Eucopia och familjen Eucopiidae. Inga underarter finns listade i Catalogue of Life.